# Villa Paranoia
Villa Paranoia er en dansk film fra 2004, skrevet og instrueret af Erik Clausen.

## Medvirkende
- Sonja Richter
- Frits Helmuth
- Erik Clausen
- Søren Westerberg
- Sidse Babett Knudsen
- Nicolaj Kopernikus
- Pernille Højmark
- Carsten Bang
- Niels Vigild
- Lærke Winther Andersen
- Susanne Breuning
- Dorthe Elsebet Larsen